# Tristesse Contemporaine
Vous pouvez aider à l'améliorer ou bien discuter des problèmes sur sa page de discussion.
- Il ne s’appuie pas, ou pas assez, sur des sources secondaires ou tertiaires. (Marqué depuis mai 2025)
- Son texte doit être wikifié : il ne correspond pas à la mise en forme Wikipédia (style, typographie, liens internes, liens entre les wikis, etc.). (Marqué depuis mai 2025)
- Les conventions bibliographiques ne sont pas respectées. La bibliographie et les liens externes sont à corriger. (Marqué depuis mai 2025)
- Son ton est trop promotionnel ou publicitaire, voire hagiographique. Le texte doit adopter un ton neutre et encyclopédique. (Marqué depuis mai 2025)
- Il contient des liens externes. Selon les recommandations sur l'usage des liens externes, il ne devrait pas y en avoir dans le corps de l'article. Il est souhaitable, si cela présente un intérêt, de citer ces liens comme sources et de les enlever du corps de l'article, ou bien de les placer en bas de page dans une section dédiée. (Marqué depuis mai 2025)

- Archive Wikiwix
- Bing
- Cairn
- DuckDuckGo
- E. Universalis
- Gallica
- Google
- G. Books
- G. News
- G. Scholar
- Persée
- Qwant
- (zh) Baidu
- (ru) Yandex
- (wd) trouver des œuvres sur Wikidata

Tristesse Contemporaine est un groupe de musique international. Il est formé à Paris en 2009 de la rencontre entre le Suédois Leo Hellden, la Japonaise Narumi Herisson, et l'Anglais d'origine jamaïcaine Michael Giffts.
Influencé notamment par la musique anglaise des années 1980, entre post-punk et coldwave , le groupe sort son premier album éponyme en 2012 sur le label Dirty / Pschent.

## Biographie
Au début des années 2000, Narumi Herisson accompagne le groupe français Télépopmusik aux claviers lors de leur tournée. Elle y rencontre en 2005 leur chanteur britannique Michael Giffts (alias Mau ou Maik), avec qui elle partage des affinités litteraire, cinématographique et artistiques ( Bukowski, Cassavetes )Narumi rencontre également la même l'année Leo Hellden, ancien guitariste de Jay Jay Johanson et membre fondateur d'aswefall, pour qui elle joue aux claviers. Par la suite, Michael collabore avec Leo au projet aswefall. En 2009, tous trois fondent ensemble le groupe Tristesse Contemporaine.
Tristesse Contemporaine, une référence au livre de Hippolype Fierens Gevaert, un historien d'art, philosophe, critique d'art et écrivain belge du XIXe siècle. En fouillant dans les archives d’un marchand de livres anciens, Leo tombe en arrêt devant un livre intitulé : La tristesse contemporaine: essai sur les grands courants moraux et intellectuels du XIXe siècle.
Avant de sortir leur premier album, leurs deux premiers singles 51 Ways To Leave Your Lover et I Didn't Know ont été utilisés pour les défilés  Chanel Fall Winter 2012-2013en mars 2012. 
En 2012, Tristesse Contemporaine assure la première partie de Pulp à l’Olympia, lors de la soirée de clôture du Festival Les Inrocks, à l’initiative de Jarvis Cocker.
En 2013, Tristesse Contemporaine sort EP Woodwork, Il s'agit de leur premier disque publié sur le label Record Makers. 
En 2017, après quatre ans d'absence (Narumi étant en tournée avec Jeanne Added et Mike et Leo formant Camp Claude), Tristesse Contemporaine sort son troisième album Stop and Start.
Octobre 2022, après trois albums, Tristesse Contemporaine sort leur 4e album United. En faisant appel à la production à Lewis OfMan, le jeune surdoué français de l’electro. 

## Style musical et influences
Tristesse Contemporainee a un univers musical à la croisée de la cold wave, du post-punk, de la synthpop et de l’électro s’inspirant notamment de groupes comme The Cure et Young Marble Giants. 
Le trio revendique également des influences telles que Suicide, Kraftwerk, des jeunes années Factory Records, postfunk nourri de dance music et de new wave. Leur musique combine des sonorités synthétiques froides à des textures organiques et dansantes. 
Magazine Tsugi le décrit  d'ailleurs comme la "définition même du beau-bizarre".

## Membres
- Narumi Herisson
- Leo Hellden
- Michael Giffts alias Maik

## Discographie

### Album studio
- 2012 : Tristesse Contemporaine (Pschent / Dirty)
- 2013 : Stay Golden (Record Makers)
- 2017 : Stop and Start (Record Makers)
- 2022 : United (Record Makers)

### EP et singles
- 2012 : I Didn't Know EP avec Erik Omen mix
- 2012 : Hell Is Other People EP avec 3 remix ( Chloé, Wagner, Clément Meyer)
- 2012 : In The Wake / Daytime Nighttime EP avec remix ( Vicarious Bliss, Holy Strays)
- 2013 : Woodwork EP / Waiting Vampires, Woodwork, Low Tide, Waiting Acid Washed Remix
- 2013 : Fire EP / avec 4 remix. ( Kasper Bjorke, Daniel Maloso, Clement AWF, Hypnolove)
- 2014 : I Do What I Want EP. avec live + 3 remix (Turzi, Capablanca and Moscoman, Arnaud Rebotini)
- 2018 : Out Of My Dreams Single
- 2022 : Rude EP avec 2 remix (PPJ, GЯEG)
- 2022 : XRaver single
- 2022 : Sly Fox single
- 2022 : England single
- 2024 : Daytime Nightime edit ( In The Wake like Social club 2011)

### 1. Tristesse Contemporaine (2012)
- Label : Dirty / Pschent
- Producteur : Pilooski
- Premier album éponyme : Style singulier mêlant minimalisme électronique, riffs de guitare froids et atmosphère post-punk.

### 2. Stay Golden (2013)
- Label : Record Makers
- Producteur : Tristesse Contemporaine

### 3. Stop and Start (2017)
- Label : Record Makers
- Producteur : Tristesse Contemporaine

### 4. United (2022)
- Label : Record Makers
- Producteur : Lewis OfMan